# Вачів

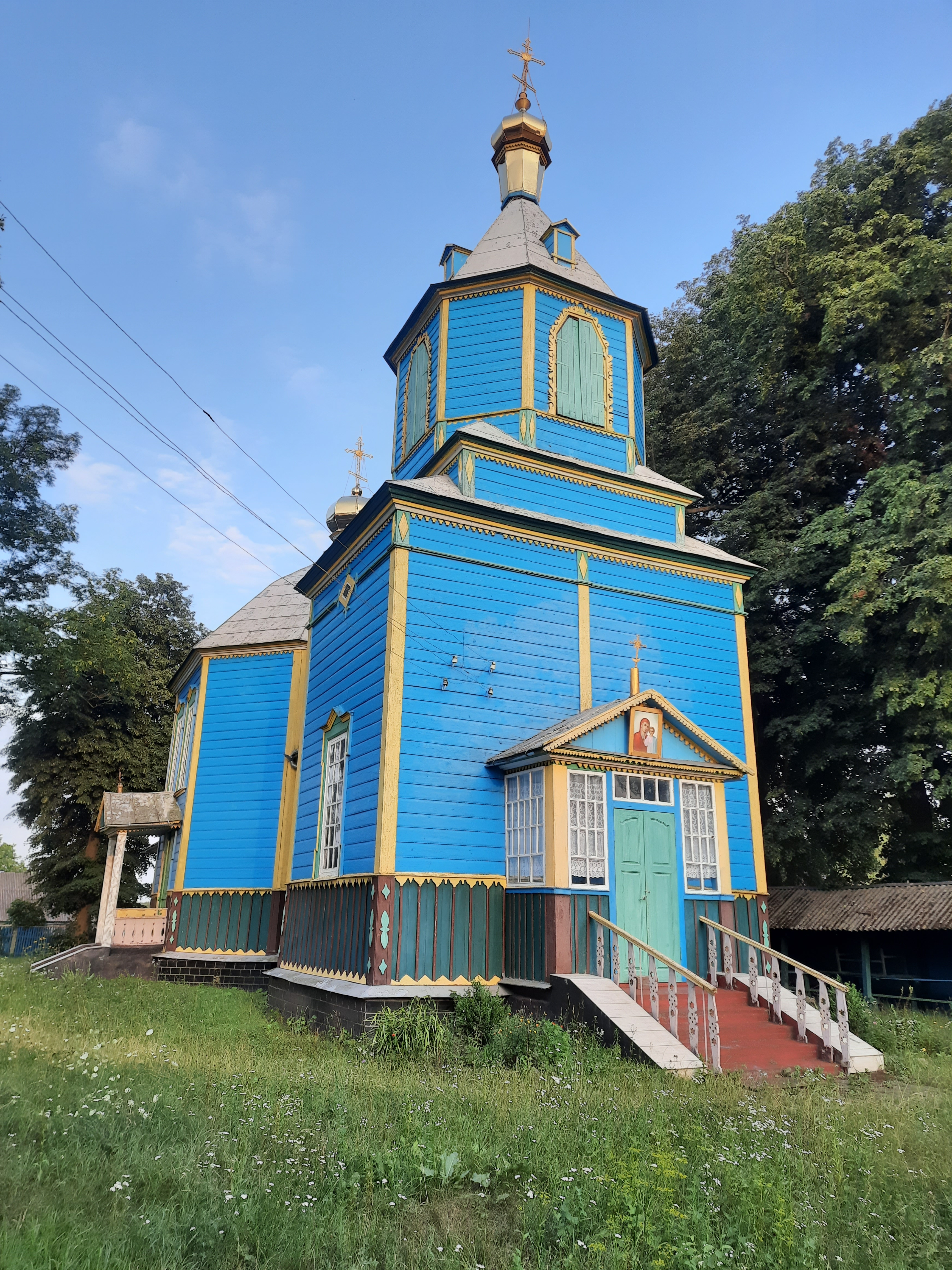
Свято-Казанська церква

Ва́чів — село в Україні, в Улашанівській сільській громаді Шепетівського району Хмельницької області. Населення становить 258 осіб.

## Географія
Село Вачів розташоване на території Улашанівської сільської громади і знаходиться за 6 кілометрів від залізничної станції Славута і за 10 кілометрів від міста Славута. Зі сходу на захід з одного боку біля села проходить меліоративний канал.

## Походження назви
Вачів знаходиться на підвищенні — горбі. За народною легендою Коли під час татаро-монгольського нашестя татари звозили непокірних селян на катування, де їх забивали до смерті батогами. Батіг по-татарськи — «ватча» звідси, за народною етимологією, і пішла назва села Вачів.

## Історія
Знову ж таки за легендою, одним із засновників села був коваль з Бершаді що на Вінниччині, село створено під час татаро-монгольської навали.
Вперше згадується у реєстрі поборовому Кременецького повіту в 1583 році, згідно з яким належало князю Михайлу Заславському. Село належало до заславського ключа маєтків.
В кінці 19 століття було там 73 будинків, 452 жителів, церковно-приходська школа діяла з 1870 року, каплиця на кладовищі, вітряк. Відносилось до Жуківської волості, Заславського повіту.
В 1913 році в селі було створено однокласне церковно-приходське училище. З часом воно стало початковою школою на 4 класи, яка працювала до 1975 року. Директором майже 50 років працювала Бершеда Лідія Олексіївна.
В селі збереглося до наших днів дерев'яна церква, яка була побудована селянами ще до Першої світової війни. 
7 (20) листопада 1917 року, відповідно до Третього Універсалу Української Центральної Ради, увійшло до складу Української Народної Республіки.
Після 1921 року в селі було створено колгосп імені Климента Ворошилова.
Найбільшого розвитку Вачів набув з початку 60-тих років і до 90-х років 20 століття коли село і колгосп було приєднано до Улашанівської сільської ради і колгоспу імені Чапаєва, керівником якого був Герой праці Нікітчук Василь Іванович. За цей час в селі було
побудовано 50% житлових будинків, клуб, магазин, будинок тваринника, тваринницький комплекс, придбано комбайни, трактори, автомобілі, побудовано дорогу з твердим покриттям. В господарстві була найвища заробітна плата серед колгоспників району, збирались найвищі врожаї зернових культур та цукрового буряка.
12 червня 2020 року, відповідно до розпорядження Кабінету Міністрів України № 727-р «Про визначення адміністративних центрів та затвердження територій територіальних громад Хмельницької області», увійшло до складу Улашанівської сільської територіальної громади.
19 липня 2020 року, в результаті адміністративно-територіальної реформи та ліквідації Славутського району, село увійшло до складу новоутвореного Шепетівського району.

## Населення
Згідно з переписом УРСР 1989 року чисельність наявного населення села становила 333 особи, з яких 130 чоловіків та 203 жінки.
За переписом населення України 2001 року в селі мешкало 256 осіб.

### Мова
Розподіл населення за рідною мовою за даними перепису 2001 року:
| Мова       | Відсоток |
| ---------- | -------- |
| українська | 98,84 %  |
| російська  | 0,78 %   |
| молдовська | 0,39 %   |

## Символіка
Затверджена 29 червня 2016 р. рішенням №18 VIII сесії сільської ради VII скликання. Автори - В. М. Напиткін, К. М. Богатов.

### Герб
В червоному полі укорочене зелене вістря із золотою нитяною облямівкою, супроводжуване угорі золотим перебитим батогом. Щит вписаний в золотий декоративний картуш і увінчаний золотою сільською короною. Внизу картуша напис "ВАЧІВ".
Герб символізує легенду про походження назви від татарського слова "вача", тобто батіг; перебитий батіг – символ боротьби українського народу проти татарської навали (герб є промовистим).

### Прапор
На квадратному червоному полотнищі з нижніх кутків до двох третин полотнища виходить зелений трикутник із жовтою нитяною облямівкою, над яким жовтий перебитий батіг.

## Сьогодення
Згідно статистичних даних на 2007 рік в селі Вачів нараховується 105 господарств в яких проживає 266 чоловік з них 17 дітей дошкільного віку, 43 дитини шкільного віку, 98 пенсіонерів. На території села є фермерське господарство, працює млин, клуб, 2 магазини, фельдшерсько-акушерський пункт. З 2006 року в селі підведено природний газ.